# Fond de vânătoare
Fondul de vânătoare este o unitate de gospodărire cinegetică. Pot fi constituite pe toate categoriile de teren, indiferent de proprietar, și astfel delimitate încât să asigure o cât mai mare stabilitate vânatului în cuprinsul acestora. Nu pot fi organizate pe suprafețele situate în intravilanul localităților, suprafețele parcurilor naționale și rezervațiilor științifice cu protecție totală, pe durata existenței acestora. Suprafața minimă a unui fond de vânătoare este stabilită de Legea nr. 103/1996.